# Carolina Gómez Hermida
María Carolina Gómez Hermida joven política colombiana,  Vinculada desde la adolescencia al Partido Liberal, en las elecciones regionales de octubre de 2000 obtuvo un escaño en la Junta Administradora Local de Usaquén, convirtiéndose en la edil más joven de la capital de Colombia y siendo aún estudiante de Derecho de la Universidad de Los Andes. En 2002, tras un rápido ascenso al interior de la organización de juventudes de su partido, fue designada por el director Nacional saliente Horacio Serpa como miembro de la Dirección Nacional Liberal (de 10 miembros) en representación de los jóvenes del partido. En junio de 2003 hace entrega del mando a la nueva Dirección, elegida en el Congreso Nacional, y cuyo representante de juventudes, Juan Pablo Camacho, era parte de su equipo político. En octubre de 2003 es reelecta como edil de Usaquén con una sólida votación para un periodo de cuatro años. En 2006 ejerce como coordinadora de mujeres de la campaña presidencial de Horacio Serpa 
- Datos: Q5753214